# Arcane XIII
Arcane XII se titula el primer LP de la banda chilena de death/doom Poema Arcanus, anteriormente conocida como Garbage o Garbage Breed.

## Lista de canciones
1. Nocturnal blossom
2. Latent eclipse
3. Consummatum est
4. Vastness
5. Essence
6. Female poison
7. Timeless sands
8. R'lyeh
9. Ensoñación
10. Isolation
11. Winds of July
12. Desde el umbral